# Conséquences économiques du Brexit
Les conséquences économiques du Brexit sont les effets produits par la sortie du Royaume-Uni de l'Union européenne à la suite du référendum sur l'appartenance du Royaume-Uni à l'Union européenne. Ces conséquences, prises au sens large, comprennent également les effets économiques de la phase de coexistence avant la sortie du Royaume-Uni proprement dite.
Le manque de recul par rapport au Brexit et sa proximité temporelle avec la crise du COVID-19 rend difficile la quantification des conséquences économique du Brexit. Il est cependant clair que le Brexit a un effet exclusivement négatif et durable sur l'économie du Royaume-Uni. Selon l’Office for Budget Responsibility, un organisme officiel public, la croissance est en train de perdre environ 4 points sur quinze ans. Cela s'est matérialisé au travers des trois canaux que sont le commerce, l'investissement des entreprises et le marché du travail. En décembre 2022, le Centre for European Reform estimait à 5,5 % la perte d'activité et à 11 % la perte d'investissement liées au Brexit.

## PIB et croissance

### À court terme
Les études menées entre 2017 et 2019 effectuent des simulations selon plusieurs scénarios. Selon qu'il adopte une position rigide de sortie totale (Hard Brexit) ou une position souple en maintenant des liens forts avec l'Union européenne (Soft Brexit), le Royaume-Uni risque une perte d'entre 1,2 et 4,5 % de son PIB.
Une étude économique estime qu'après le dernier trimestre de 2017, le PIB britannique est inférieur d'environ 1,3 % de ce qu'il aurait été sans le référendum. Cela est corroboré par une autre étude qui estime qu'au premier trimestre de l'année 2018, le PIB britannique est inférieur d'environ 2 % à ce qu'il aurait été sans Brexit.
La Banque d'Angleterre fait toutefois remarquer que les conséquences économiques de la phase de négociation du Brexit sont, en 2018, moins importantes que ce qui avait été précédemment annoncé. Une étude française de l'université de Poitiers de 2019 montre que « si, dans l’absolu, le Royaume-Uni n’a pas enregistré un ralentissement significatif de son activité économique depuis le référendum, sa position relative en termes de croissance annuelle au sein des pays du G7 s’est nettement dégradée, passant des premières places dans les années 2013 à 2016 à la dernière en 2018 ».
Les simulations du NIESR et du NiGEM estiment qu'avec l'accord proposé par Boris Johnson en 2019, les conséquences économiques de court terme seraient de -1,8 % de points de PIB entre 2019 et 2024, et -3 % à -4 % à l'horizon 2030.
Une étude du Centre for European Reform estime que le PIB britannique est de 5,5 % plus faible, au deuxième semestre 2022, que si le pays était demeuré dans l'Union européenne. Cela est dû à une baisse de l'investissement (11 % plus faible que sans sortie) et de la vente de biens et services (7 %).

### À moyen terme
Les études portant sur le moyen terme cherchent à estimer les conséquences économiques du Brexit sur une décennie ou plus. Une étude de l'OCDE publiée en 2016 estime le coût du Brexit entre 2,7 % et 7,7 % du PIB du Royaume-Uni à l'horizon 2030, en fonction de l'accord qui sera passé entre le royaume et l'Union européenne.
Une analyse réalisée par le Trésor de Sa Majesté, tenue confidentielle et révélée par des journalistes en 2018, estime que la croissance britannique perdra vraisemblablement entre 2 et 8 points dans les quinze années suivant le Brexit. Cela est conforme aux résultats de la majorité des études menées sur le sujet, qui indiquent une perte de PIB allant de 0 % à -9 % de PIB à l'horizon 2030.
Une étude de la Banque d'Angleterre publiée en février 2023 estime une perte de 4 % de PIB pour le pays à moyen terme par rapport à une situation de maintien dans l'UE,.

### Selon les territoires
Une étude de 2017 modélise les conséquences moyennes du Brexit selon les territoires afin d'appréhender l'effet différencié du Brexit sur les régions britanniques. L'étude estime une perte de PIB de -4,3 % pour Londres et -3,7 % pour Aberdeen. Les régions les moins touchées seraient Hounslow (-0,5 %), Melton (-0,8 %), et Crawley (-1,1 %).
Une étude sur des données allant jusqu'à 2019 montre que les conséquences du Brexit sont en effet inégales géographiquement. Sur 382 territoires, 168 ont vu leur production nettement ralentir à la suite du référendum, avec une perte de production de 8,54 % en moyenne.

## Dépenses publiques

### Évolution des recettes fiscales
Le Brexit a des conséquences sur les finances publiques du Royaume-Uni. Les études menées sur le sujet tendent à indiquer une diminution future des recettes fiscales, ce qui, à terme, nourrirait la dynamique de retrait des services publics.

### Contribution au budget de l'UE
Un des arguments majeurs en faveur de la sortie du Royaume-Uni était la contribution du pays au budget de l'Union européenne, à savoir 18,8 milliards de livres sterling par an en 2014 (~1 % du PIB), ou 8 milliards par an si les virements de l'UE au Royaume-Uni sont pris en compte (~0,4 % du PIB). Si le Royaume-Uni intègre le marché commun sans être membre de l'UE, au même titre que la Norvège, alors le pays devrait payer environ 17 % de contributions à l'UE de moins que lorsqu'il était membre.
Une étude de l'Institute for Fiscal Studies analysant les différentes modélisations économiques montre que les conséquences négatives du Brexit réduiront la richesse du pays plus que les versements annuels à l'UE.

## Emploi et marché de l'emploi
Une étude de 2018 réalisée conjointement par l'université Stanford et l'université de Nottingham estime que l'incertitude provoquée par le Brexit a réduit le volume d'emplois de 1,5 %.
Une étude de Paris Europlace de décembre 2020 estime à 4 300 le nombre d'emplois liés à la finance transférés de Londres à Paris depuis le résultat du référendum de sortie de l'UE, dont JPMorgan Chase et Nomura Holdings. Le chiffre de 5 000 emplois est aussi avancé. En 2023, EY estime que plus de 7000 emplois financiers ont été transférés de la City à l'Europe, dont 2800 à Paris. 
The Economist remarque que l'attractivité de Londres lui a permis de ne pas perdre l'essentiel de ses emplois financiers, malgré une fonte progressive.

## Pouvoir d'achat

### Du fait de l'évolution du volume d'emploi
Selon une étude de 2019 par des économistes de l'université Stanford, le volume d'emploi a baissé d'1,5 % dans les deux années qui ont suivi l'annonce du résultat du référendum, la deuxième année ayant été plus négative que la première.
Une étude du CEP de 2019 estime que le Brexit conduira, à moins d'un accord commercial particulièrement fort avec l'UE, à une chute du revenu par tête moyen à l'horizon 2030. Cette chute serait de 2,5 % dans le cas de l'application de l'accord alors proposé par Boris Johnson, et 3,3 % dans le cas d'un Brexit sans accord. Ajusté à l'évolution de la productivité, ces chiffres seraient de -6,4 % et -8,1 % respectivement.
Une étude de 2021 de Michael Pfaffermayr et Harald Oberhofer estime que, dans les six années qui suivront le Brexit, la chute des exportations vers l'Union européenne ne pourra que partiellement être compensée par une stimulation du commerce intérieur et du commerce avec des pays tiers ; cela devrait résulter en une chute du revenu réel britannique entre 0,3 % et 5,7 %.

### Du fait du coût de l'évolution du taux de change
Les résultats du référendum sont crédités d'une augmentation de l'inflation d'1,7 % en 2017, coûtant 404 £ au ménage britannique moyen cette année-là. Une étude de décembre 2017 du Financial Times indique que le référendum du Brexit aurait réduit le revenu des britanniques entre 0,6 et 1,3 %. Cette inflation touche presque toutes les régions du pays.
Une étude de mars 2020 menée par des chercheurs de la London School of Economics montre une augmentation des prix due à la chute de la valeur de la livre sterling après le référendum. Cette inflation a alourdi les charges des ménages d'environ 870 £ entre 2017 et 2018.

## Exportations

### Une réduction des exportations
Plusieurs études ont remarqué que l'incertitude du Brexit réduirait le volume d'exportations du Royaume-Uni. Les économistes s'accordent à dire que l'inclusion du Royaume-Uni dans le marché commun a eu des effets très positifs sur les exportations britanniques, et que la sortie du marché commun risquerait d'avoir l'effet inverse, c'est-à-dire de réduire les exportations du pays,,,.
Si le camp du Leave argumente en faveur du Brexit en estimant que des accords commerciaux bilatéraux avec les États-Unis pourraient contrebalancer la sortie du marché commun, il apparaît d'une estimation quantitative de 2017 qu'un accord de relation commerciale privilégiée avec ce pays ne permettrait que très marginalement de compenser la chute des exportations.
Une étude publiée dans le journal de l'American Economic Association montre que les incertitudes liées au Brexit risquent de contaminer le commerce extra-européen du Royaume-Uni. Une méta-analyse de 2018 montre que les liens d'interdépendance commerciaux qui existent entre le Royaume-Uni et l'Union européenne réduiront les exportations britanniques. Elle fait remarquer 60 % du commerce extérieur britannique est avec un pays de l'UE ou membre d'un accord commercial avec l'UE.
Une étude de 2021 montre que les exportations du Royaume-Uni vers l'Union européenne seront plus faibles que si le Brexit n'avait pas eu lieu, avec un différentiel d'au minimum 7,2 % dans les six années qui suivent le Brexit. L'étude estime que les effets négatifs de la sortie de l'UE sur les exportations ne seront que partiellement compensés par une augmentation du commerce national et du commerce avec des pays tiers.
Une étude de 2022 estime que le Brexit a causé une réduction du commerce britannique de 13 % ; l'Office for Budget Responsability du Royaume-Uni évalue la réduction à 15 % la même année.
Selon une étude de février 2023 de la Banque d'Angleterre, la perte de commerce pour le Royaume-Uni en 2026 par rapport à la trajectoire pré-Brexit sera équivalente à 3,2 % du PIB de 2026.

### Une reconfiguration du commerce extérieur
Après le Brexit, le Royaume-Uni modifie ses comportements commerciaux : les importations en provenance de l'UE chutent, et les importations en provenance du reste du monde augmentent. Le pays continue toutefois d'exporter vers l'Union européenne comme auparavant.

### Des conséquences sur la croissance
L'économiste Paul Krugman souligne les conséquences négatives d'une sortie du marché commun. Cet accès au marché commun permettait au Royaume-Uni d'avoir une croissance tirée par les exportations ; la sortie du marché l'empêchera d'écouler ses exportations.
Les pays avec lesquels le Royaume-Uni échangent le plus seraient les plus exposés. Les Pays-Bas, notamment, devraient connaître toutes choses égales par ailleurs une perte d'entre 1,25 % et 4,25 % de leur PIB d'ici à 2030. Le pays pourrait cependant compenser la sortie du Royaume-Uni du marché commun en recentrant leurs exportations vers les pays du marché commun.

## Délocalisations

### Délocalisations d'entreprises
Une étude de 2019 a montré que les entreprises britanniques ont beaucoup délocalisé au sein de l'UE après le référendum, tandis que les entreprises européennes ont réduit leurs investissements au Royaume-Uni.
En mars 2019, un rapport du New Financial Institue identifie 269 entreprises du secteur banquier ou financier qui ont délocalisé des portions de leur entreprise après le Brexit, dont 239 ont été confirmées comme étant directement liées au Brexit. Les pays bénéficiaires sont principalement l'Irlande (30 %), le Luxembourg (18 %), la France et l'Allemagne (12 % chacun).
Une étude de juin 2021 de Paris Europlace indique que 200 projets d'investissement ou de relocalisation se sont déjà tournés vers Paris, en faisant la capitale européenne profitant le plus du Brexit, à égalité avec Dublin. Ces délocalisations en France ont permis la création de 4 000 emplois directs sur le territoire, et 6 000 indirects.
JPMorgan Chase a fait passer ses salariés à Paris de 250 à 800, en étendant sa salle des marchés, et a doublé sa main d’œuvre dans l'Union européenne en transférant des travailleurs qui étaient auparavant à Londres. En tout, EY estime que 7 000 emplois financiers britanniques ont été ou s'apprêtaient à être délocalisés dans l'UE entre le Brexit et 2023, dont 2 800 en France, 1 800 à Francfort, et 1 200 à Dublin, quoique le chiffre réel puisse être deux à trois fois supérieur. En 2017, 24 % des entreprises de services financiers britanniques annoncent leur intention de transférer certaines opérations ou du personnel vers l'UE, et 44 % en 2022.

### Transfert de ressources
En avril 2019, les banques installées au Royaume-Uni avaient déjà transféré l'équivalent d'un trillion de dollars hors du Royaume-Uni ; les entreprises d'assurances et de management d'actifs ont elles transféré plus de 130 milliards de dollars.
En novembre 2020, le cabinet Ernst & Young estime un total de 1,3 milliard d'euros d'actifs ayant déjà migré vers l'UE. La Banque fédérale d'Allemagne annonce un rapatriement de 400 milliards d'euros supplémentaires d'ici fin 2020 en Allemagne. 150 milliards d'euros d'actifs devraient également être transférés en France avant la fin de l'année 2020.
The Economist remarque qu'à la suite du Brexit, la place financière d'Amsterdam a dépassé celle de Londres comme première place boursière européenne en volume d'échanges d'actions. En janvier 2019, la plateforme d'échanges de produits financiers dérivés de Londres a perdu les trois quarts de son volume en euros au profit d'Amsterdam et de New York.

## Investissements

### Investissements des entreprises
Une étude de 2018 réalisée conjointement par l'université Stanford et l'université de Nottingham estime que l'incertitude provoquée par le Brexit a réduit l'investissement des entreprises d'environ 6 %. Une étude des mêmes économistes l'année suivante montre une chute de l'investissement d'environ 11 %.
La croissance de l'investissement total en 2019 a été largement inférieure à la croissance prévue. Cela est peut-être dû à une prolongation des négociations sur le Brexit.

### Investissements directs étrangers
Une étude de 2015 analysant les conséquences de l'entrée dans la Communauté européenne puis dans l'Union européenne du Royaume-Uni montre que les gains les plus importants du Royaume-Uni furent réalisés après l'entrée dans le marché commun, permettant une croissance forte de son investissement et soutenant ainsi sa croissance. Les auteurs estiment les conséquences d'une sortie du marché commun d'autant plus fortes que le Royaume-Uni a beaucoup profité de l'entrée d'IDE due à sa présence dans ce marché.
Selon une étude de chercheurs de la Réserve fédérale des États-Unis, la chute des investissements des pays de l'Union européenne au Royaume-Uni devrait être plus forte que celle des investissements du Royaume-Uni dans les pays de l'Union européenne. Les chercheurs soulignent le danger d'un cercle vicieux de riposte protectionniste entre le Royaume-Uni et ses voisins européens, qui bloquerait l'entrée des IDE, et freinerait durablement la croissance.
Selon les experts en économie européenne du World Pensions Council et une étude de l'Université de Bath, les forces structurelles du Royaume-Uni et son attractivité économique agiront comme un coussin amortisseur aux conséquences négatives du Brexit, bien qu'elles ne pourront pas compenser la majorité de ses effets négatifs.
Une étude de 2022 du Center for European Reform estime qu'au deuxième semestre 2022, le niveau de l'investissement au Royaume-Uni est plus faible de 11 % à ce qu'il aurait été sans sortie du Royaume-Uni.

## Immigration de travail
Les articles de recherche économiques anticipaient des pertes de revenu pour le Royaume-Uni liés aux effets économiques d'une chute de l'immigration dans le pays. Des articles de recherche ont estimé à la fin des années 2010 que l'effet du Brexit sur l'immigration pourrait causer une perte de 3 à 8 points de PIB à terme.
Conformément aux estimations économiques, le Brexit cause une chute de l'immigration européenne. Le nombre de travailleurs extra-européens, venus notamment d'Inde, des Philippines et du Nigeria augmente.

## Finance

### Marchés financiers
L'annonce du résultat du référendum provoque la plus grande vente de masse en valeur absolue de l'histoire, équivalente à deux trillions de dollars, soit à peu près le PIB de l'Italie, le vendredi 24 juin 2016. Les pertes de la bourse sont estimées à trois trillions le 27 juin. Toutefois, après cette période d'incertitude, porté par la bonne santé économique mondiale, la bourse britannique retrouve son niveau d'avant le référendum le 27 juillet.
Une étude de 2020 montre que la courbe des taux d'intérêt s'élève après l'annonce du résultat du référendum. Si les taux du Royaume-Uni et des États-Unis sur les obligations à 10 ans étaient quasiment identiques avant le référendum, ils divergent après ; les taux du Royaume-Uni chutent, indiquant une baisse de confiance des investisseurs.
Après le Brexit, les volumes de produits dérivés échangés dans le Royaume-Uni baissent nettement, passant d'environ 91,5 % des produits dérivés libellés en euros en 2019 à 81 % en 2022, au profit de la France et de l'Allemagne.

### Marchés des changes
Sur les marchés des changes, l'annonce du référendum provoque la plus forte dépréciation de la livre sterling face au dollar depuis 1985, ainsi qu'une baisse de 7 % face à l'euro. Cette baisse est due au consensus parmi les entreprises et investisseurs du monde au sujet des conséquences négatives du Brexit sur l'économie et les gains potentiels. La dépréciation de la livre sterling, symptôme d'un manque de confiance, s'il se traduit mécaniquement par une amélioration de la compétitivité-coût des biens, voit son effet être contrebalancé nettement par le renchérissement des importations.
Après le Brexit, les volumes échangés sur les marchés de changes britanniques stagnent ou baissent. La part du Royaume-Uni dans les volumes d'échanges de devises passe de 43,2 % en 2019 à 38,1 % en 2022, au profit des Etats-Unis (16,5 % à 19,4 %), la France (2 % à 2,2 %) et l'Allemagne (1,5 % à 1,9 %).